# ديان ميلوفانوفيتش
ديان ميلوفانوفيتش (بالصربية: Дејан Миловановић)‏ (مواليد 21 يناير 1984 في بلغراد - يوغوسلافيا) لاعب كرة قدم صربي يلعب حاليا لصالح نادي الدرجة الأولى لنس الفرنسي منذ 2008 في مركز الوسط المحوري . .

## مسيرته الكروية
لعب ديان ميلوفانوفيتش خلال مسيرته الاحترافية مع 5 أندية في أربعة عشر موسمًا وسجل خلالها 24 هدفًا ضمن 259 مباراة. حيث فاز في أربعة مواسم بالكأس وفي ثلاثة مواسم بالدوري.
خاض ديان ميلوفانوفيتش مسيرته مع نادي النجم الأحمر بلغراد في موسم 2001–02 في المرة الأولى ليلعب معه سبعة مواسم ثم في موسم 2010–11 لمدة موسم واحد، مشاركًا طوالها في 171 مباراة سجل خلالها 20 هدف. ثم انتقل إلى نادي لانس في موسم 2008–09 ولمدة موسمين، حيث شارك في 40 مباراة سجل خلالها هدفين. لينتقل بعدها إلى نادي بانيونيوس في موسم 2011–12 ولمدة موسمين، مشاركًا في 16 مباراة ولم يسجل أي هدف. ثم انتقل إلى نادي فودوفاك ‏ في موسم 2013–14 لمدة موسم واحد، مشاركًا في 23 مباراة ولم يسجل أي هدف أيضًا.

## روابط خارجية
- ديان ميلوفانوفيتش على موقع رابطة كرة القدم الفرنسية للمحترفين (الإنجليزية)
- ديان ميلوفانوفيتش على موقع قاعدة بيانات كرة القدم.إي يو (الإنجليزية)
- ديان ميلوفانوفيتش على موقع ناشيونال فوتبول تيمز (الإنجليزية)
- ديان ميلوفانوفيتش على موقع Soccerway.com (الإنجليزية)
- ديان ميلوفانوفيتش على موقع عالم كرة القدم.نت (الإنجليزية)
- ديان ميلوفانوفيتش على موقع كووورة
- ديان ميلوفانوفيتش على موقع أوليمبيديا (الإنجليزية)